# Пукениј Мичи (Прахова)
Пукениј Мичи (рум. Puchenii Mici) насеље је у Румунији у округу Прахова у општини Пукениј Мари. Oпштина се налази на надморској висини од 112 m.

## Становништво
Према подацима из 2002. године у насељу је живело 553 становника, од којих су сви румунске националности.